# 銀筆

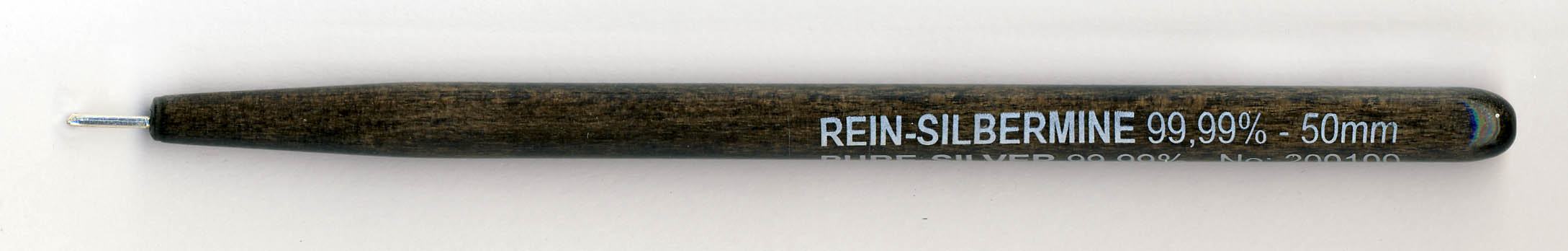
銀筆

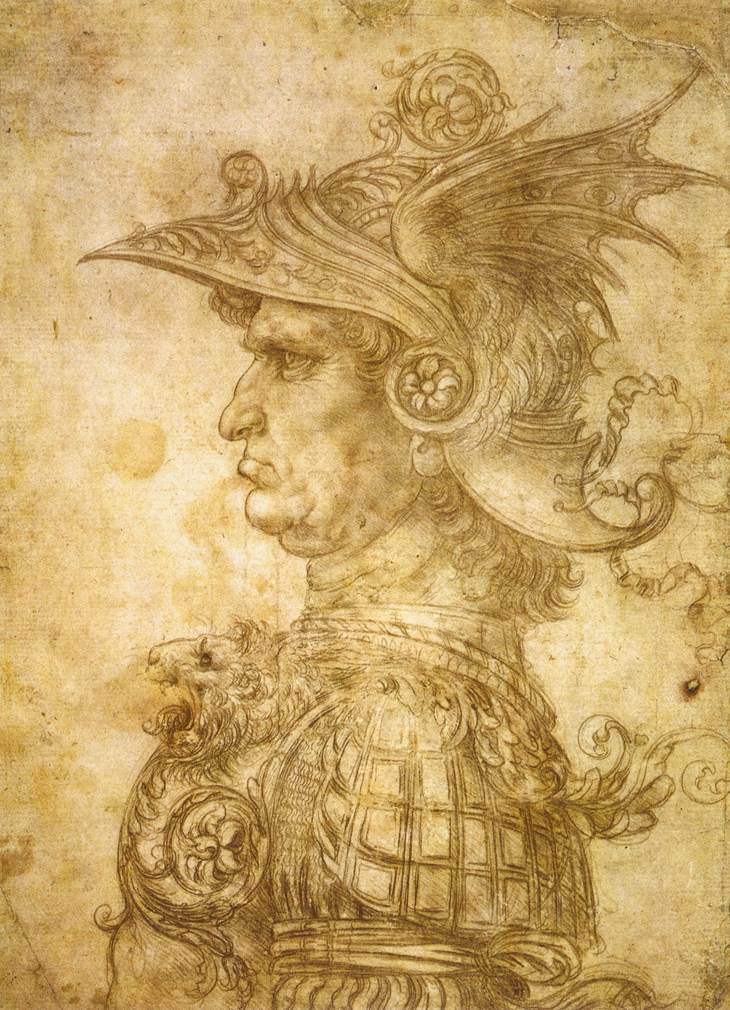
‘Bust of a warrior in profile’、1475-1480年頃、レオナルド・ダ・ヴィンチ、クリーム色の地塗りを施した紙に銀筆、大英博物館

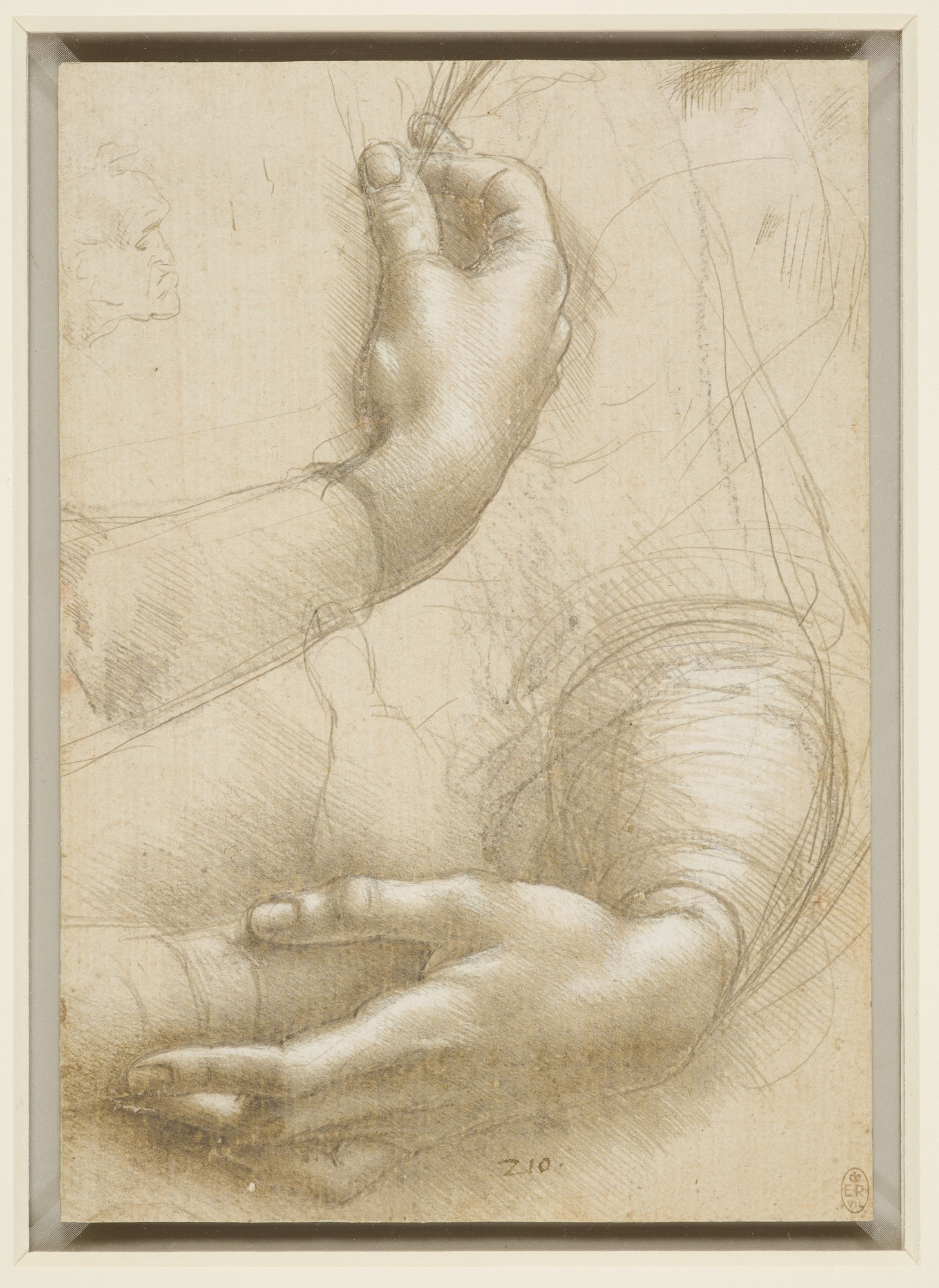
‘A study of a woman's hands’、1490年頃、レオナルド・ダ・ヴィンチ、淡黄褐色の地塗りを施した紙に銀筆と木炭に白のハイライト、ロイヤル・コレクション

銀筆（ぎんぴつ、英: silverpoint、シルバーポイント）とは、細く尖らせた銀を芯に用いた描画材である。金属尖筆（メタルポイント）の一種。
骨灰などの白色顔料を混ぜた、研磨質の地塗りを支持体に施して描く。金属尖筆には金、銅、鉛、錫、アンチモンなど様々な素材があるが、銀は最もよく使われてきた素材で、灰色の筆跡が経時変化（硫化銀）によって褐色がかるのが特徴である。濃淡の表現が難しく、容易に消すことはできないが、緻密で半永久的に耐久性のある描線が得られる。少なくとも12世紀には存在し、15世紀頃から素描に盛んに使われたが、黒鉛を原料とする鉛筆の登場以後はあまり使われなくなった。キアロスクーロ素描などのために有色の地塗りも使われる。

## 類似の道具
現代では原理を同じくする金属ペン（メタルペン）と呼ばれる筆記具が売られている。これは地塗りをしていない普通の紙に対して使うことができるが、画材用とは異なり、素材配合は必ずしも明かされていないが、鉛を含んでいることがあるので、注意が必要である。
現代生産される洋紙には、平滑性や不透明性、インク吸収性などを改善する填料として鉱物質が含まれており、多少の研磨性も与えている。抄紙の方式によっては填料の分布が表側で多くなる場合があり、紙の表裏の確認のために一円硬貨などのアルミニウム材を擦り付け、擦り痕の濃さによって判別する方法がある。ただし一円硬貨のような貨幣は損耗すると貨幣損傷等取締法に触れうるため、便宜的な利用を越えるべきではないだろう。